# Климова, Петра
Пе́тра Кли́мова (чеш. Petra Klímová, урожд. Пе́тра Ви́нсова, чеш. Petra Vinsová; род. 15 ноября 1991, Прага) — чешская кёрлингистка, тренер по кёрлингу.
В составе женской сборной Чехии участник чемпионатов мира и Европы. В составе смешанной сборной Чехии участник чемпионата мира 2018. В составе смешанной парной сборной Чехии участник чемпионата мира 2012.
Трёхкратная чемпионка Чехии среди женщин, трёхкратная чемпионка Чехии среди смешанных команд, чемпионка Чехии среди юниоров.
В 2023 году вышла замуж за кёрлингиста Лукаша Клима, сменила фамилию на Климова.

## Достижения
- Чемпионат Чехии по кёрлингу среди женщин: золото (2020, 2022, 2023), серебро (2018), бронза (2024).
- Чемпионат Чехии по кёрлингу среди смешанных команд: золото (2015, 2018, 2019), бронза (2016).
- Чемпионат Чехии по кёрлингу среди смешанных пар: серебро (2011, 2016, 2019), бронза (2024).
- Чемпионат мира по кёрлингу среди юниоров: серебро (2012).
- Чемпионат Чехии по кёрлингу среди юниоров: золото (2012).

## Команды
| Сезон                                               | Четвёртый          | Третий                   | Второй             | Первый                  | Запасной                                                             | Турниры                          |
| --------------------------------------------------- | ------------------ | ------------------------ | ------------------ | ----------------------- | -------------------------------------------------------------------- | -------------------------------- |
| 2011—12                                             | Iveta Janatova     | Зузана Гайкова           | Клара Сватонова    | Eva Malkova             | Петра Винсова тренер: Карел Кубешка                                  | ЧМЮ 2012                         |
| 2012—13                                             | Iveta Janatova     | Зузана Гайкова           | Альжбета Баудишова | Петра Винсова           |                                                                      |                                  |
| 2012—13                                             | Iveta Janatova     | Зузана Гайкова           | Клара Сватонова    | Альжбета Баудишова      | Петра Винсова тренер: Карел Кубешка                                  | ЧМЮ 2013 (4 место)               |
| 2017—18                                             | Петра Винсова      | Eva Miklíková            | Михаэла Баудишова  | Iveta Janatová          | Martina Kajanová тренер: Самуэль Мокриш                              | ЧЧЖ 2018                         |
| 2019—20                                             | Анна Кубешкова     | Альжбета Баудишова       | Петра Винсова      | Эжен Колчевская         | Михаэла Баудишова тренер: Карел Кубешка                              | ЧЕ 2019 (6 место)                |
| 2020—21                                             | Анна Кубешкова     | Альжбета Баудишова       | Михаэла Баудишова  | Эжен Колчевская         | Петра Винсова тренер: Карел Кубешка                                  | ЧЧЖ 2020 · ЧМ 2021 (12 место)    |
| 2021—22                                             | Анна Кубешкова     | Эжен Колчевская          | Альжбета Баудишова | Михаэла Баудишова       | Клара Сватонёва, Петра Винсова тренер: Карел Кубешка                 | ЧЧЖ 2022                         |
| 2021—22                                             | Альжбета Баудишова | Петра Винсова            | Михаэла Баудишова  | Клара Сватонёва         | Lenka Hronová тренер: Карел Кубешка                                  | ЧМ 2022 (12 место)               |
| 2022—23                                             | Aneta Müllernová   | Альжбета Анна Зелингрова | Клара Сватонёва    | Михаэла Баудишова       | Анна Кубешкова, Эжен Колчевская, Петра Винсова тренер: Карел Кубешка | ЧЧЖ 2023                         |
| 2023—24                                             | Lenka Hronová      | Iveta Janatová           | Яна Начерадская    | Eliška Candra Soukupová | Петра Климова тренер: Michal Vojtuš                                  | ЧЧЖ 2024                         |
| Кёрлинг среди смешанных команд (mixed curling)      |                    |                          |                    |                         |                                                                      |                                  |
| 2018—19                                             | Лукаш Клима        | Петра Винсова            | Марек Черновский   | Михаэла Баудишова       | тренер: Якуб Бареш                                                   | ЧМСК 2018 (9 место)              |
| Кёрлинг среди смешанных пар (mixed doubles curling) |                    |                          |                    |                         |                                                                      |                                  |
| 2010—11                                             | Петра Винсова      | Jakub Kováč              |                    |                         |                                                                      | ЧЧСП 2010 (12 место)             |
| 2011—12                                             | Петра Винсова      | Лукаш Клима              |                    |                         |                                                                      | ЧЧСП 2011 · ЧМСП 2012 (16 место) |
| 2012—13                                             | Петра Винсова      | Лукаш Клима              |                    |                         |                                                                      | ЧЧСП 2012 (14 место)             |
| 2013—14                                             | Петра Винсова      | Лукаш Клима              |                    |                         |                                                                      | ЧЧСП 2013 (11 место)             |
| 2015—16                                             | Петра Винсова      | Лукаш Клима              |                    |                         |                                                                      | ЧЧСП 2015 (20 место)             |
| 2016—17                                             | Петра Винсова      | Лукаш Клима              |                    |                         |                                                                      | ЧЧСП 2016                        |
| 2018—19                                             | Петра Винсова      | Лукаш Клима              |                    |                         |                                                                      | ЧЧСП 2019                        |
| 2020—21                                             | Петра Винсова      | Лукаш Клима              |                    |                         |                                                                      | ЧЧСП 2021 (... место)            |
| 2023—24                                             | Петра Климова      | Лукаш Клима              |                    |                         |                                                                      | ЧЧСП 2024                        |

(скипы выделены полужирным шрифтом)

## Результаты как тренера национальных сборных
| Год  | Турнир                                                        | Сборная                        | Место |
| ---- | ------------------------------------------------------------- | ------------------------------ | ----- |
| 2025 | Чемпионат мира по кёрлингу среди юниорских смешанных пар 2025 | Чехия (юниоры, смешанная пара) | 18    |